# Sam Hutchinson
Samuel Edward (Sam) Hutchinson (Windsor, 3 augustus 1989) is een Engelse voetballer die bij voorkeur als verdediger speelt. 

## Clubcarrière

### Jeugd
Sam Hutchinson geboren in Windsor. Hutchinson is de zoon van Eddie Hutchinson, die voor Chelsea's jeugdteam had gespeeld voordat een hij een carrière kreeg in de non-League voetbal.

### Chelsea FC
Hutchinson kwam op zevenjarige leeftijd in de jeugdopleiding van Chelsea FC en speelde tussen 2007 en 2010 drie wedstrijden in het eerste elftal. In zijn eerste seizoen kreeg hij een ernstige knieblessure en nadat hij in het seizoen 2009/10 wederom ernstig aan zijn knie geblesseerd raakte stopte hij met voetballen. Hij ging in de jeugopleiding werken en behaalde trainersdiploma's. In december 2011 tekende hij een nieuw contract als speler bij Chelsea nadat er duidelijke verbetering zat in zijn knieblessure. Hij speelde in het seizoen 2011/12 weer twee wedstrijden. Hutchinson was ook Engels jeugdinternational.

### Nottingham Forest
Op 16 augustus 2012 gaat Hutchinson op huurbasis voor een seizoen naar Nottingham Forest. Hij maakte zijn debuut op 21 augustus, in een 1-1 gelijkspel tegen Huddersfield Town. Na een knieblessure moest Hutchinson terug naar Chelsea voor een injectie. De behandeling sloeg niet aan en was tot half december uit de running, hij moest vijftien duels missen. Na een lange pauze, keert Hutchinson terug naar Chelsea.

### Vitesse
Op 2 september 2013 werd Hutchinson verhuurd aan de Nederlandse club Vitesse voor het seizoen 2013/'14. Hij maakte zijn debuut op 30 oktober 2013, in de derde ronde van de KNVB beker tegen Vv Noordwijk. Op 2 januari 2014 maakt Vitesse bekend dat hij terugkeert naar Chelsea..

### Sheffield Wednesday
Op 14 februari 2014 werd hij voor 28 dagen verhuurd aan Sheffield Wednesday. Die huurperiode werd later verlengd tot 9 april. Sheffield nam Hutchinson in 2014 vervolgens definitief in dienst, nadat zijn contract bij Chelsea afliep.

### Paphos
In 2020 ging hij naar het Cypriotische Paphos FC. Eind december werd zijn contract daar ontbonden. In januari 2021 keerde hij terug bij Sheffield Wednesday.

## Erelijst
- FA Cup: 2011/12
- UEFA Champions League: 2011/12